# Enneapterygius nanus
Enneapterygius nanus és una espècie de peix de la família dels tripterígids i de l'ordre dels perciformes.

## Morfologia
- Els mascles poden assolir 3 cm de longitud total.[2][3]

## Hàbitat
És un peix marí de clima tropical i associat als esculls de corall que viu entre 1-30 m de fondària.

## Distribució geogràfica
Es troba des de Taiwan i el nord-oest d'Austràlia fins a Nova Caledònia.